# 福尔克尔·施普林格尔
福尔克尔·施普林格尔（德語：Volker Springel，1970年11月18日—），男，德国天体物理学家，马克斯·普朗克天体物理研究所所长。